# Izdelavi spletne strani
Izdelava spletne strani je kompleksen postopek, ki vključuje ustvarjanje in razvoj spletnih strani za predstavitev podjetij, organizacij, izdelkov ali storitev na svetovnem spletu. Ta postopek zahteva skrbno načrtovanje, oblikovanje, programiranje, vsebinsko ustvarjanje in postavitev spletne strani na spletni strežnik.

## Postopek izdelave spletnih strani[1]
Postopek izdelave spletnih strani vključuje več korakov, ki so ključni za uspešno izvedbo projekta. Ti koraki so:
1. Načrtovanje: Prvi korak pri izdelavi spletne strani je načrtovanje. To vključuje določitev ciljev, namena in funkcionalnosti spletne strani. Pomembno je, da jasno določite, kaj želite doseči s svojo spletno stranjo in katero ciljno občinstvo želite nagovoriti. Načrtovanje vključuje tudi analizo konkurence, raziskavo trga in določitev ključnih elementov oblikovanja, kot so barve, slogi, tipografija in vizualni elementi. V tej fazi se določi tudi domeno spletne strani.
2. Oblikovanje: Naslednji korak je oblikovanje spletnih strani. Oblikovanje vključuje ustvarjanje vizualnega koncepta, ki odraža identiteto in blagovno znamko podjetja ter zagotavlja privlačen in intuitiven uporabniški vmesnik. Pomembno je ustvariti estetsko privlačen dizajn, ki je hkrati funkcionalen in omogoča dobro uporabniško izkušnjo. Oblikovanje vključuje strukturiranje vsebine, postavitev elementov, izbiro barv, uporabo grafik, slik in drugih vizualnih elementov.
3. Programiranje: Ko je oblikovanje dokončano, se začne faza razvoja. Razvoj spletnih strani vključuje pretvorbo oblikovalskih datotek v spletno kodo, kot je HTML, CSS in JavaScript. Med razvojem se implementirajo funkcionalnosti in interaktivni elementi, kot so obrazci, animacije, navigacijski meniji in druge interaktivne komponente. Pri razvoju je pomembno upoštevati sodobne standarde kodiranja, da se zagotovi učinkovitost, varnost in združljivost z različnimi brskalniki ter napravami.
4. Vsebinsko ustvarjanje: Vsebina je ključnega pomena za uspešno spletno stran. Pomembno je ustvariti kakovostno, informativno in privlačno vsebino, ki bo pritegnila obiskovalce in jim zagotovila vrednost. Vsebina lahko vključuje besedila, slike, videoposnetke, infografike in druge elemente, ki podpirajo sporočilo in cilje spletne strani. Pri ustvarjanju vsebine je pomembno upoštevati tudi optimizacijo za iskalnike (angleško SEO-Search Engine Optimization), da se spletna stran bolje uvršča v iskalnih rezultatih.
5. Testiranje: Po zaključku razvoja in vsebinskega polnjenja je treba izvedeti temeljito testiranje spletne strani. Testiranje vključuje preverjanje delovanja vseh funkcionalnosti, preverjanje združljivosti z različnimi brskalniki in napravami ter preverjanje uporabniške izkušnje. Testiranje je pomembno, saj omogoča odpravljanje morebitnih napak, pomanjkljivosti ali nezdružljivosti pred javno objavo spletne strani.
6. Vzdrževanje: Izdelava spletne strani se ne konča z objavo. Pomembno je redno vzdrževati spletno stran, posodabljati vsebino, spremljati statistiko obiskov ter izvajati morebitne popravke ali izboljšave. Vzdrževanje spletnih strani vključuje tudi varnostne posodobitve, varnostne kopije podatkov ter odpravljanje morebitnih ranljivosti.

## Prilagojeni razvoj spletnih strani
Prilagojeni razvoj spletnih strani je pristop, pri katerem se spletna stran razvija po meri, v skladu s specifičnimi zahtevami in željami naročnika. Ta pristop omogoča večjo prilagodljivost in nadzor nad oblikovanjem, funkcionalnostmi in vsebino spletne strani. Glavne značilnosti prilagojenega razvoja vključujejo:
1. Popolna prilagoditev: Prilagojena spletna stran je zasnovana in razvita glede na specifične potrebe in cilje naročnika. Vsak element, vključno z oblikovanjem, funkcionalnostmi in vsebino, je skrbno načrtovan za dosego najboljše uporabniške izkušnje.
2. Edinstvenost: Prilagojena spletna stran omogoča izstopanje iz množice in ustvarjanje unikatne spletna prisotnosti. S tem lahko naročniki razvijejo močno blagovno znamko in privabijo ciljno občinstvo.
3. Posebne funkcionalnosti: Prilagojeni razvoj omogoča vključevanje posebnih funkcionalnosti, ki so specifične za poslovanje naročnika. S tem se zagotovi, da je spletna stran popolnoma prilagojena njihovim potrebam in zahtevam.

## Primerjava s CMS sistemi
Primerjava prilagojenega razvoja spletnih strani s CMS sistemi, kot je WordPress, prinaša različne vidike, ki jih je treba upoštevati. Spodaj je podrobnejša primerjava med tema dvema pristopoma:
1. Prilagodljivost oblikovanja: Prilagojeni razvoj spletnih strani omogoča popolno prilagoditev oblikovanja glede na želje in potrebe naročnika. Oblikovalci in razvijalci lahko ustvarijo edinstveno in privlačno podobo spletnega mesta, ki se popolnoma ujema z blagovno znamko in vizualno identiteto naročnika. Na drugi strani pa so CMS sistemi omejeni na predloge, ki so na voljo v njihovi knjižnici. Čeprav obstaja veliko predlog, lahko naročniki morda ne bodo našli popolnega ujemanja s svojimi željami.
2. Prilagodljivost funkcionalnosti: Prilagojeni razvoj omogoča vključevanje posebnih funkcionalnosti in prilagoditev spletnega mesta glede na specifične zahteve naročnika. To lahko vključuje integracijo plačilnih sistemov, obrazcev za povratne informacije, kompleksnih iskalnikov ali druge funkcionalnosti, ki so bistvene za poslovanje naročnika. CMS sistemi ponujajo razširjen nabor vtičnikov, ki omogočajo dodajanje določenih funkcionalnosti. Vendar pa je njihova prilagodljivost omejena in morda ne bodo mogli izpolniti vseh specifičnih zahtev naročnika.
3. Uporabniška izkušnja: Prilagojeni razvoj omogoča natančno prilagajanje uporabniški izkušnji. Vsi elementi, vključno z navigacijo, postavitvijo, interakcijo in hitrostjo nalaganja, se lahko prilagajajo glede na potrebe in preferencenaročnika. CMS sistemi imajo prednastavljene predloge in postavitve, ki so zasnovane za enostavno uporabo. Čeprav imajo vmesnike za urejanje vsebin in druge funkcionalnosti, je prilagajanje uporabniške izkušnje omejeno na možnosti, ki jih ponuja izbrani CMS.
4. Vzdrževanje: Prilagojene spletne strani zahtevajo redno vzdrževanje in posodabljanje, saj so odvisne od lastnega razvoja. To vključuje zagotavljanje varnosti, reševanje morebitnih tehničnih težav in posodabljanje funkcionalnosti. CMS sistemi imajo svoje skupnosti in razvijalce, ki poskrbijo za posodobitve in varnostne popravke. Vendar pa lahko pri uporabi velikih CMS sistemov obstajajo varnostne ranljivosti, zlasti če se ne posodabljajo redno.
5. Proračun: Prilagojeni razvoj spletnih strani je običajno dražji od uporabe CMS sistemov. Razvoj prilagojenega spletnega mesta zahteva več časa, virov in strokovnega znanja, kar lahko poveča stroške projekta. CMS sistemi, kot je WordPress, so na voljo brezplačno, vendar pa se lahko pojavijo stroški za dodatne predloge, vtičnike ali razširitve ter za prilagajanje oblikovanja in funkcionalnosti.

Na koncu je odločitev med prilagojenim razvojem in CMS sistemi odvisna od specifičnih potreb, ciljev, proračuna in tehničnih zmožnosti naročnika. Prilagojeni razvoj je najprimernejši za tiste, ki potrebujejo visoko prilagodljivost in edinstveno spletno prisotnost, medtem ko so CMS sistemi bolj primerni za manjše projekte ali tiste, ki potrebujejo hitro postavitev in enostavno upravljanje vsebin.